# Apeldoornse Vierdaagse

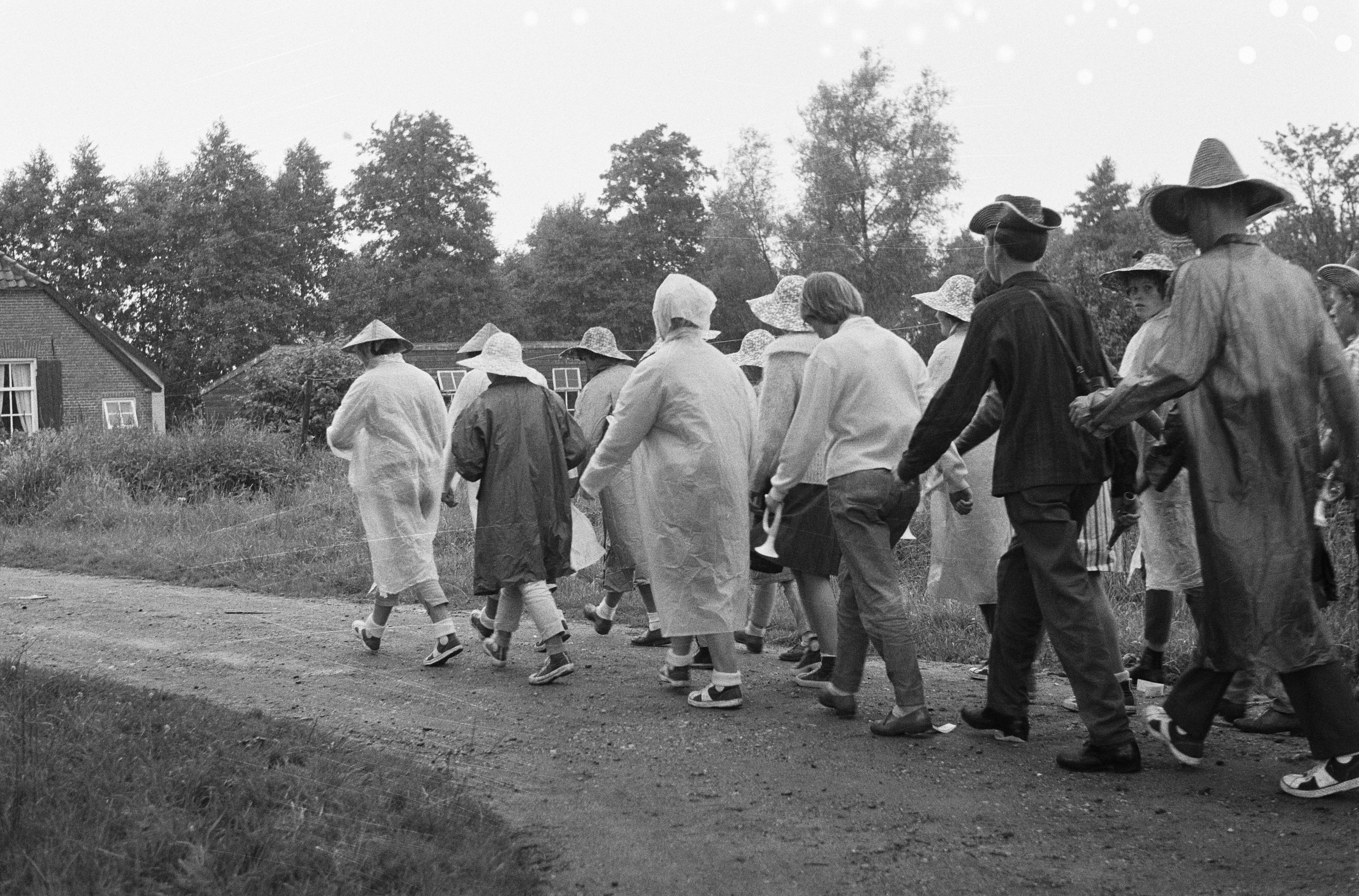
Apeldoornse Vierdaagse 1960

De Internationale Vierdaagse Apeldoorn is een vierdaagse wandeltocht die jaarlijks gehouden wordt in juli in de omgeving van de Nederlandse stad Apeldoorn.
Tot 2015 was de organisatie van de vierdaagse in handen van de Nederlandse Wandelsport Bond (NWB). Deze ging op 1 januari 2015 op in de Koninklijke Wandel Bond Nederland (KWBN). Tegelijkertijd werd de Stichting Internationale Vierdaagse Apeldoorn opgericht die de tocht sinds 2015 organiseert. De organisatie is geheel in handen van vrijwilligers.
In de beginjaren waren er tochten waarbij per dag 30, 40 of 50 km gewandeld kon worden. In 1996 is daar ook de afstand van 20 km bijgekomen. En later, in 2015, is ook de 12 km toegevoegd. Vanwege onvoldoende deelnemers is de 50 km sinds de editie van 2022 geschrapt. Sinds 2015 is het ook mogelijk om voor 1, 2 of 3 dagen in te schrijven.
De route loopt grotendeels over onverharde wegen en door de "vrije natuur", en het het maximale aantal deelnemers is beperkt. Hierdoor heeft de tocht een heel ander karakter dan de veel grotere en bekendere Nijmeegse Vierdaagse, die door velen als te druk of zelfs "militaristisch" wordt ervaren. Sinds 1954 wordt de tocht, met uizondering van 2020 vanwege de coronapandemie, ieder jaar gehouden. Nadat in 1996 de afstand van 20 km werd toegevoegd, deden gedurende enige jaren tussen de 4000 en 5000 wandelaars mee. In 2016 was dit aantal echter gedaald tot ca. 2200. Bij 70-jarige jubileumeditie van 2025 was dit weer opgelopen naar zo'n 3000 deelnemers.